# زلزال بانتشيهوا 2008
زلزال بانتشيهوا 2008 هو زلزالٌ وقعَ في بانتشيهوا في الصين بتاريخ 30 أغسطس 2008.